# Limenitis mossi
Limenitis mossi är en fjärilsart som beskrevs av Hall 1932. Limenitis mossi ingår i släktet Limenitis och familjen praktfjärilar. Inga underarter finns listade i Catalogue of Life.